# ابوالحسن محمد عامری
ابوالحسن محمد بن یوسف عامری (به عربی: أبو الحسن محمد ابن یوسف العامری) فیلسوف، منطق دان و دانشمند معروف در سده چهارم هجری بود. ابوالحسن عامری از جمله مهم‌ترین فیلسوفانی است که در فاصله زمانی میان فارابی و ابن‌سینا می‌زیسته‌است.

## زندگی
ابوالحسن در نیشابور زاده شد و در همان‌جا به تحصیل علوم دینی پرداخت و سپس در بلخ نزد ابوزید بلخی به تحصیل فلسفه پرداخت. پس از مرگ استاد به چاچ رفت و نزد ابوبکر قفال، فقه و کلام آموخت و سپس به بخارا بازگشت و کتاب معروف خود السعاده و الاسعاد را نوشت. در فاصله سال‌های ۳۵۲–۳۴۲ در نیشابور ساکن بود و حدود سال ۳۵۳، ۵ سال ساکن ری شد و به آموزش و نوشتن مشغول بود. ظاهراً در همین شهر ابوعلی مسکویه، مورخ نامدار در خدمت او بوده، ابوالحسن در ری از حمایت ابوالفضل بن عمید وزیر آل بویه و فرزند و جانشین او ابوالفتح برخوردار بود.
دو گزارش از سفر او به بغداد در تذکره‌ها آمده‌است: نخستین سفر، پیش از ۳۳۵ ق، ابوالحسن عامری در بغداد با بی‌اعتنایی دانشمندان روبه‌رو شد و آزرده‌خاطر به زادگاهش بازگشت.

در سفر دوم ابوالحسن عامری به بغداد، در مصاحبت ابوالفتح بن‌عمید، مناظره‌ای میان او و ابوسعید سیرافی اتفاق افتاد. وی در مجلسی که علمای بسیاری حاضر بودند آغاز سخن کرد و از ابوسعید دربارهٔ <طبیعت باء بسم‌الله> پرسید و ابوسعید که اهل بغداد او را شیخ الکلام میخواندند، پاسخ سوال ابوالحسن را می دهد ولی او قانع نمی شود و سخت بر ابوسعید می تازد.
ابوالحسن علاوه بر ابوزید بلخی نزد ابوالفضل بن عمید درس خوانده‌است. در میان کسانی که از او دانش‌آموخته‌اند، افزون بر ابوعلی مسکویه، ابوحیان توحیدی و مانی مجوسی نام می‌برد. ابوالقاسم کاتب نیز مدت‌ها ملازم او بوده و ابوحیان توحیدی و علی‌بن حسین هندو از دبیران دیوان عضدالدوله نیز در زمره شاگردان او بوده و از او فلسفه آموختند. برخی ابوالحسن را به دلیل مشرب زیدی استادش- ابوزید بلخی- فیلسوف زیدی یاد می‌کنند که فلسفه و دیانت را ملازم و مساوق یکدیگر می‌دانست. ابوالحسن به دلیل اعتقاد به قدم عالم و نیز کلامش در هیولی و صورت و زمان و مکان، به الحاد متهم شد. آرگون در این‌باره می‌نویسد: ا
بوالحسن رشک دانشمندان پایتخت‌نشین را برانگیخت، چه آنان می‌ترسیدند که با حضور این شهرستانی زمخت‌رفتار که با دانش و فضیلت خود احترام همگان را برمی‌انگیخت، از عنایات امیر محروم شوند.
او علاوه بر اینکه در فلسفه صاحب‌نظر بوده و تالیفاتی دارد، در باب اخلاق و دین نیز تحقیق و بررسی کرده و آثار ارزشمندی را پدیدآورده‌است.

## آثار
- الاعلام بمناقب الاسلام:[۲] ابوالحسن در این کتاب از مقام و منزلت دین اسلام سخن گفته‌است. غلام‌حسین ابراهیمی دینانی دربارهٔ این اثر می‌نویسد: «کتاب الاعلام ابوالحسن عامری از جهت سبک و روش کم‌نظیر بوده و احتمالاً پیش از او کسی بدین سبک و سیاق کتابی ننوشته‌است.». وی در این کتاب دین را دارای پنج بخش دانسته است.[۳]
- الامد علی الابد:[۴] این کتاب حاوی اندیشه‌های تازه‌ای از عامری دربارهٔ صفات اضافیه و سلبیه خداوند است. ابوالحسن در این‌باره، تبدل اضافات را در خداوند جایز ندانسته و معتقد است اختلاف اضافات در مورد باری‌تعالی موجب اختلاف حیثیات در ذات مقدس او خواهد بود و اختلاف حیثیات سبب تکثر می‌شود. متفکران بعدی هم چون قطب‌الدین شیرازی در شرح حکمه‌الاشراق شیخ شهاب‌الدین سهروردی راجع به صفات اضافیه و سلبیه خداوند به تفصیل سخن گفته و همان مطالبی را که ابوالحسن عامری در آثار خود مطرح کرده آورده‌است، اما شگفت اینکه وی این مطالب را منسوب به سهروردی کرده و مدعی شده‌است که پیش از سهروردی هیچ‌یک از متفکران بدین‌گونه سخن نگفته‌اند. در حالی که صدرالدین شیرازی این سخن قطب‌الدین را نقد کرده و می‌گوید: «این مطالب را در الامد ابوالحسن دیده‌ام که آنها را به انباذقلس نسبت داده‌است.»
- التقریر لاوجه التقدیر :دربارهٔ فلسفه‌است.
- السعاده و الاسعاد فی السیره الانسانیه:[۵]ابوالحسن این کتاب را به مباحث اخلاق و سیاست اختصاص داده‌است. البته جناب نصرالله حکمت انتساب کتاب را رد کرده‌است.[۶]
- الفصول فی‌المعالم الالهیه
- القول فی‌الابصار و المبصر
- الإتمام لفضائل الأنام
- الفصول الربانیة فی المباحث النفسانیة
- النُّسک العقلی
- شروح علی کتب أرسطو
- رسائل:[۷]در این کتاب ابوالحسن عامری «استقرار عدالت و دوری از ظلم و جور را هدف غایی حکومت و حکومت‌داری» می‌داند.